# Abla
Abla és una localitat de la província d'Almeria, a Andalusia. El terme municipal ocupa 46 km². S'estén al llarg d'una franja que va des dels contraforts de Sierra Nevada, al sud, fins a la serra de Los Filabres, al nord. Una part del seu territori està protegida pel Parc Natural de Sierra Nevada, i és una de les portes d'entrada a La Alpujarra d'Almeria.

## Demografia
| 1996  | 1998  | 1999  | 2000  | 2001  | 2002  | 2003  | 2004  | 2005  | 2006  |
| ----- | ----- | ----- | ----- | ----- | ----- | ----- | ----- | ----- | ----- |
| 1.529 | 1.516 | 1.519 | 1.516 | 1.517 | 1.529 | 1.480 | 1.482 | 1.512 | 1.505 |